# ترایکم، شهرستان لوندز، آلاباما
ترایکم (به انگلیسی: Trickem) یک منطقهٔ مسکونی در ایالات متحده آمریکا است که در شهرستان لاندس، آلاباما واقع شده‌است. ترایکم ۶۴٫۰۱ متر بالاتر از سطح دریا قرار دارد.